# Copa de la Reina de Fútbol 2014
La Copa de la Reina de Fútbol 2014 fue la 32.ª edición del campeonato, la cual se disputó entre el 17 de mayo y el 22 de junio de 2014. La final se llevó a cabo en el Estadio Municipal Alfonso Murube de la ciudad autónoma de Ceuta, lo que generó algunas críticas hacia la RFEF por la lejanía de la sede con respecto a los hinchas de los equipos que disputaron la final.
El F. C. Barcelona se proclamó campeón por cuarta vez en su historia en la tanda de penaltis ante el Athletic Club que terminó 4-5 para las azulgranas, luego del empate 1-1 en el tiempo complementario.

## Sistema de competición
Al igual que en la edición pasada, la Copa de la Reina tuvo ocho participantes: los cuales son los ocho primeros clasificados de la Primera División Femenina 2013/14. La competición se disputó por eliminatorias directas a doble partido -ida y vuelta- salvo la final, que se disputó a partido único en Ceuta, no contempló un partido para definir el tercer lugar.

## Participantes
En esta edición participaron los 8 primeros clasificados de la Primera División Femenina 2013/14, estos fueron los clasificados:
- Athletic Club
- Club Atlético de Madrid Féminas
- Fútbol Club Barcelona
- Levante Unión Deportiva
- Rayo Vallecano de Madrid
- Real Sociedad de Fútbol
- Sporting Club de Huelva
- Valencia Féminas Club de Fútbol

## Eliminatorias

### Cuadro final
|  | Cuartos de final           | Cuartos de final           | Cuartos de final           |   |                 | Semifinales              | Semifinales              | Semifinales              |  |  | Final                             | Final                             | Final                             |
|  | 17/18 de mayo - 25 de mayo | 17/18 de mayo - 25 de mayo | 17/18 de mayo - 25 de mayo |   |                 | 8 de junio - 15 de junio | 8 de junio - 15 de junio | 8 de junio - 15 de junio |  |  | 21 de junio Alfonso Murube, Ceuta | 21 de junio Alfonso Murube, Ceuta | 21 de junio Alfonso Murube, Ceuta |
|  |                            |                            |                            |   |                 |                          |                          |                          |  |  |                                   |                                   |                                   |
|  | Athletic Club              | 1                          | 4                          |   |                 |                          |                          |                          |  |  |                                   |                                   |                                   |
|  | Valencia C. F.             | 1                          | 1                          |   |                 |                          |                          |                          |  |  |                                   |                                   |                                   |
|  | Valencia C. F.             | 1                          | 1                          |   | Athletic Club   | 0                        | 2                        |                          |  |  |                                   |                                   |                                   |
|  |                            |                            |                            |   | Athletic Club   | 0                        | 2                        |                          |  |  |                                   |                                   |                                   |
|  |                            | Levante U. D.              | 0                          | 0 |                 |                          |                          |                          |  |  |                                   |                                   |                                   |
|  | Sporting de Huelva         | Levante U. D.              | 0                          | 0 | 1               | 0                        |                          |                          |  |  |                                   |                                   |                                   |
|  | Sporting de Huelva         |                            |                            |   | 1               | 0                        |                          |                          |  |  |                                   |                                   |                                   |
|  | Levante U. D.              | 0                          | 2                          |   |                 |                          |                          |                          |  |  |                                   |                                   |                                   |
|  |                            |                            |                            |   |                 |                          |                          |                          |  |  | Athletic Club                     | 1                                 | (4)                               |
|  |                            |                            | F. C. Barcelona            | 1 | (5)             |                          |                          |                          |  |  |                                   |                                   |                                   |
|  | Real Sociedad              | 0                          | 0                          |   |                 |                          |                          |                          |  |  |                                   |                                   |                                   |
|  | F. C. Barcelona            | 1                          | 0                          |   |                 |                          |                          |                          |  |  |                                   |                                   |                                   |
|  | F. C. Barcelona            | 1                          | 0                          |   | F. C. Barcelona | 2                        | 1                        |                          |  |  |                                   |                                   |                                   |
|  |                            |                            |                            |   | F. C. Barcelona | 2                        | 1                        |                          |  |  |                                   |                                   |                                   |
|  |                            | Rayo Vallecano             | 1                          | 0 |                 |                          |                          |                          |  |  |                                   |                                   |                                   |
|  | Atlético Féminas           | Rayo Vallecano             | 1                          | 0 | 0               | 0 (2)                    |                          |                          |  |  |                                   |                                   |                                   |
|  | Atlético Féminas           |                            |                            |   | 0               | 0 (2)                    |                          |                          |  |  |                                   |                                   |                                   |
|  | Rayo Vallecano             | 0                          | 0 (3)                      |   |                 |                          |                          |                          |  |  |                                   |                                   |                                   |

- Nota: En cada llave, el equipo ubicado en la primera línea es el que ejerce de local en el partido de ida.

### Cuartos de final

#### Athletic Club - Valencia C. F.
| Ida; 18 de mayo de 2014, 11:30 | Athletic Club | 1:1 (1:0) | Valencia C. F. | Lasesarre, Baracaldo            |                                 |
|                                | Murua 18'     |           | Arantxa 53'    | Árbitro(s): Salguero Castillero | Árbitro(s): Salguero Castillero |

| Vuelta; 25 de mayo de 2014, 12:00 | Valencia C. F. | 1:4 (1:2) | Athletic Club                               | Ciudad Deportiva de Paterna, Paterna                     |                                                          |
|                                   | Georgina 33'   |           | Eunate 13' · Flaviano 31' · Nekane 72', 88' | Asistencia: 150 espectadores Árbitro(s): Navarro Collado | Asistencia: 150 espectadores Árbitro(s): Navarro Collado |

#### Sporting de Huelva - Levante U. D.
| Ida; 18 de mayo de 2014, 12:00 | Sporting de Huelva | 1:0 (0:0) | Levante U. D. | Polideportivo Pepe San Andrés, San Juan del Puerto |                           |
|                                | Virgy 66'          |           |               | Árbitro(s): García Lozano                          | Árbitro(s): García Lozano |

| Vuelta; 25 de mayo de 2014, 12:00 | Levante U. D.          | 2:0 (0:0) | Sporting de Huelva | Polideportivo de Nazaret, Valencia |                          |
|                                   | Peque 85' · Anabel 90' |           |                    | Árbitro(s): Abad Esteban           | Árbitro(s): Abad Esteban |

#### Real Sociedad - F. C. Barcelona
| Ida; 17 de mayo de 2014, 18:00 | Real Sociedad | 0:1 (0:0) | F. C. Barcelona | Instalaciones de Zubieta, Zubieta |                           |
|                                |               |           | Putellas 67'    | Árbitro(s): Ortiz Extremo         | Árbitro(s): Ortiz Extremo |

| Vuelta; 25 de mayo de 2014, 16:00 | F. C. Barcelona | 0:0 | Real Sociedad | Ciudad Deportiva Joan Gamper, Barcelona |  |
|                                   |                 |     |               | Árbitro(s): Oliva Bueno                 |  |

#### Atlético Féminas - Rayo Vallecano
| Ida; 18 de mayo de 2014, 12:30 | Atlético Féminas | 0:0 | Rayo Vallecano | Ciudad Deportiva de Majadahonda, Majadahonda               |  |
|                                |                  |     |                | Asistencia: 450 espectadores Árbitro(s): García Mascaraque |  |

| Vuelta; 25 de mayo de 2014, 12:30 | Rayo Vallecano                          | 0:0 (3:2 p.)               | Atlético Féminas                       | Ciudad Deportiva del Rayo Vallecano, Madrid         |  |
|                                   |                                         |                            |                                        | Asistencia: 500 espectadores Árbitro(s): Gil Gozalo |  |
|                                   |                                         | Tiros desde el punto penal |                                        |                                                     |  |
|                                   | Saray · Catalá · Priscila · Mendi · Ale |                            | Kuki · Pisco · Nagore · Amanda · Carro |                                                     |  |

### Semifinales

#### Athletic Club - Levante U. D.
| Ida; 8 de junio de 2014, 12:00 | Athletic Club | 0:0 | Levante U. D. | Campo de Sarriena, Lejona      |  |
|                                |               |     |               | Árbitro(s): Arriola Echeverría |  |

| Vuelta; 15 de junio de 2014, 12:00 | Levante U. D. | 0:2 (0:1) | Athletic Club          | Polideportivo de Nazaret, Valencia |                          |
|                                    |               |           | Nekane 34' · Erika 74' | Árbitro(s): Gil Goscolia           | Árbitro(s): Gil Goscolia |

#### F. C. Barcelona - Rayo Vallecano
| Ida; 8 de junio de 2014, 12:00 | F. C. Barcelona            | 2:1 (2:0) | Rayo Vallecano | Ciudad Deportiva Joan Gamper, Barcelona |                              |
|                                | Diéguez 36' · Putellas 41' |           | Mascaró 76'    | Árbitro(s): Ferrero Mansilla            | Árbitro(s): Ferrero Mansilla |

| Vuelta; 15 de junio de 2014, 12:00 | Rayo Vallecano | 0:1 (0:0) | F. C. Barcelona | Ciudad Deportiva del Rayo Vallecano, Madrid |             |
|                                    |                |           | Corredera 76'   | Árbitro(s):                                 | Árbitro(s): |

### Final
| 1          | POR        | Ainhoa Tirapu     |      |
| 4          | DEF        | Irene Paredes     |      |
| 10         | DEF        | Iraia Iturregi    | 112' |
| 18         | DEF        | Leire Landa       | 46'  |
| 21         | DEF        | Vanesa Gimbert    |      |
| 6          | MED        | Joana Flaviano    | 73'  |
| 8          | MED        | Arrate Orueta     |      |
| 15         | MED        | Alazne Gómez      | 52'  |
| 17         | MED        | Elixabet Ibarra   |      |
| 7          | DEL        | Nekane Díez       |      |
| 19         | DEL        | Erika Vázquez     |      |
| Entrenador | Entrenador | Juan Luis Fuentes |      |

| 1          | POR        | Laura Ràfols        |     |
| 2          | DEF        | Marta Unzué         |     |
| 3          | DEF        | Marta Torrejón      |     |
| 4          | DEF        | Ruth García         |     |
| 5          | DEF        | Melanie Serrano     | 80' |
| 6          | MED        | Virginia Torrecilla |     |
| 8          | MED        | Miriam Diéguez      |     |
| 10         | MED        | Alexia Putellas     |     |
| 7          | DEL        | Marta Corredera     |     |
| 9          | DEL        | Ana María Romero    | 74' |
| 11         | DEL        | Jennifer Hermoso    |     |
| Entrenador | Entrenador | Xavi Llorens        |     |

| 9  | DEL | Irune Murua    | 46'  |
| 14 | MED | Eunate Arraiza | 52'  |
| 2  | DEF | Eztizen Merino | 73'  |
| 3  | DEF | Joana Arranz   | 112' |

| 15 | MED | Gema Gili   | 74' |
| 16 | DEF | Laura Gómez | 80' |

| Anotado | 98' | Nekane Díez | 1-1 |

| Anotado | 94' | Alexia Putellas | 0-1 |

| Amonestado | 18' | Alazne Gómez |

| Amonestado | 89' | Virginia Torrecilla |

| Vanesa Gimbert  | Acierto de penal | 1:1 | Acierto de penal | Marta Unzué      |
| Irene Paredes   | Fallo de penal   | 1:2 | Acierto de penal | Marta Corredera  |
| Erika Vázquez   | Acierto de penal | 2:3 | Acierto de penal | Laura Gómez      |
| Elixabet Ibarra | Acierto de penal | 3:4 | Acierto de penal | Jennifer Hermoso |
| Arrate Orueta   | Acierto de penal | 4:5 | Acierto de penal | Alexia Putellas  |

| Árbitro:             | Marta Frías Acedo      |
| Árbitros asistentes: | Judit Romano García    |
| Árbitros asistentes: | Guadalupe Porras Ayuso |
| Cuarto árbitro:      | Úrsula Valverde Pérez  |
| Reporte              |                        |

| 1          | POR        | Ainhoa Tirapu     |      |
| 4          | DEF        | Irene Paredes     |      |
| 10         | DEF        | Iraia Iturregi    | 112' |
| 18         | DEF        | Leire Landa       | 46'  |
| 21         | DEF        | Vanesa Gimbert    |      |
| 6          | MED        | Joana Flaviano    | 73'  |
| 8          | MED        | Arrate Orueta     |      |
| 15         | MED        | Alazne Gómez      | 52'  |
| 17         | MED        | Elixabet Ibarra   |      |
| 7          | DEL        | Nekane Díez       |      |
| 19         | DEL        | Erika Vázquez     |      |
| Entrenador | Entrenador | Juan Luis Fuentes |      |

| 1          | POR        | Laura Ràfols        |     |
| 2          | DEF        | Marta Unzué         |     |
| 3          | DEF        | Marta Torrejón      |     |
| 4          | DEF        | Ruth García         |     |
| 5          | DEF        | Melanie Serrano     | 80' |
| 6          | MED        | Virginia Torrecilla |     |
| 8          | MED        | Miriam Diéguez      |     |
| 10         | MED        | Alexia Putellas     |     |
| 7          | DEL        | Marta Corredera     |     |
| 9          | DEL        | Ana María Romero    | 74' |
| 11         | DEL        | Jennifer Hermoso    |     |
| Entrenador | Entrenador | Xavi Llorens        |     |

| 9  | DEL | Irune Murua    | 46'  |
| 14 | MED | Eunate Arraiza | 52'  |
| 2  | DEF | Eztizen Merino | 73'  |
| 3  | DEF | Joana Arranz   | 112' |

| 15 | MED | Gema Gili   | 74' |
| 16 | DEF | Laura Gómez | 80' |

| Anotado | 98' | Nekane Díez | 1-1 |

| Anotado | 94' | Alexia Putellas | 0-1 |

| Amonestado | 18' | Alazne Gómez |

| Amonestado | 89' | Virginia Torrecilla |

| Vanesa Gimbert  | Acierto de penal | 1:1 | Acierto de penal | Marta Unzué      |
| Irene Paredes   | Fallo de penal   | 1:2 | Acierto de penal | Marta Corredera  |
| Erika Vázquez   | Acierto de penal | 2:3 | Acierto de penal | Laura Gómez      |
| Elixabet Ibarra | Acierto de penal | 3:4 | Acierto de penal | Jennifer Hermoso |
| Arrate Orueta   | Acierto de penal | 4:5 | Acierto de penal | Alexia Putellas  |

| Árbitro:             | Marta Frías Acedo      |
| Árbitros asistentes: | Judit Romano García    |
| Árbitros asistentes: | Guadalupe Porras Ayuso |
| Cuarto árbitro:      | Úrsula Valverde Pérez  |
| Reporte              |                        |

| Bandera de Cataluña                |
| Campeón F. C. Barcelona 4.º título |